# ぶどう色3号
ぶどう色3号 (ぶどういろ3ごう) は、日本国有鉄道 (国鉄) が定めた色名称の1つである。

## 概要
慣用色名称は 「大阪急電色」 である。赤7号・阪急マルーン・近鉄マルーンと同様の赤系で、ぶどう色1号・ぶどう色2号とは色相が異なる。
本色は1950年10月1日から関西地区急行電車に充当された80系でクリーム色3号とともに用いられたもので、いわゆる湘南色でなかったのは、戦前の52系を念頭においた大阪鉄道管理局の意向であったといわれている。1956年の 「国鉄車両関係色見本帳」 で 「ぶどう色3号」 として制定された。マンセル値は日本鉄道技術協会 (JREA) の 「色彩調節の車両への応用研究委員会」 が測定、近似値として公表したものである。
1957年9月から湘南色の緑2号に塗り替えられ、廃止された。なお、本色にちなんで1979年の117系電車の帯色にぶどう色2号が採用され、後継車のJR西日本の221系電車、223系電車（0・2500番台を除く）、225系電車（5000番台を除く）までアーバンネットワークを象徴する色として引き継がれている。

## 使用車両
- 国鉄80系電車

## 近似色
- 赤7号
- 阪急マルーン
- 近鉄マルーン
- ため色 (暗紅色) …EF58 61に使用されている色で、大宮工場が独自に調合した色である。
- アメリカのグレート・ノーザン鉄道の車両塗装も、この色に近い。